# Ивуарийско-либерийские отношения
Ивуарийско-либерийские отношения — двусторонние дипломатические отношения между Кот-д’Ивуаром и Либерией. Протяжённость государственной границы между странами составляет 778 км.

## История
В 1972 году между странами была создана первая совместная комиссия по развитию взаимодействия и сотрудничества. Политический кризис в Кот-д’Ивуаре в связи с президентскими выборами 28 ноября 2010 года привёл к тому, что более 140 000 человек бежали в Либерию. Беженцы населяли пограничный регион и не поддерживали избранного президента Алассана Уаттара и его предшественника Лорана Гбагбо. Несмотря на то, что политический кризис в Кот-д’Ивуаре был преодолён, гуманитарный кризис, затронувший как беженцев, так и принимающие их страны, сохранился.
В июне 2012 года Либерия закрыла границу с Кот-д’Ивуаром, после того, как 7 миротворцев Организации Объединённых Наций были убиты в ходе гражданской войны в Кот-д’Ивуаре. В апреле 2015 года президент Либерии Элен Джонсон-Серлиф и президент Кот-д’Ивуара Алассан Уаттара провели переговоры в Гигло, по результатам которых пришли к соглашению расширять зоны взаимодействия между странами. В 2019 году на территории Либерии проживало 8152 беженцев из Кот-д’Ивуара.

## Дипломатические представительства
- Кот-д’Ивуар имеет посольство в Монровии[6].
- Либерия содержит посольство в Абиджане[7].